# スポんちゅ
『スポんちゅ』
1. 2005年10月 - 2006年9月に日本テレビ系列で放送されていたスポーツニュース番組。本項目で詳述。
2. 『スポんちゅ!』は、2011年10月から沖縄テレビで土曜（金曜深夜）1時05分 - 1時20分に放送されている、沖縄ローカルのスポーツニュース番組。『週刊キングスTV』のリニューアルにより放送開始。

『スポんちゅ』は、2005年10月3日から2006年9月29日まで放送されていた日本テレビ系列の平日深夜のスポーツニュース番組。金曜版である「大スポんちゅ」（デカ-）についてもこの項で述べる。
「～んちゅ」とは沖縄方言（琉球語）で「～の人」という意味であり、実際にオープニングの音楽も沖縄風であるが、当の沖縄県では系列局がなく放送されていなかった。

## 番組概要
『スポーツMAX』の後番組として開始。後続のバラエティ枠『バリューナイト』と放送枠を入れ替えたため、月 - 木曜に限り前番組より30分遅い時間帯でスタートした。出演者は新たに加わった蛯原哲・古閑陽子を除き、すべて前番組からの続投である。
金曜日のみ、前番組同様に月 - 木曜よりも放送時間を拡大し『大スポんちゅ』のタイトルで放送されたが、後述の理由により半年後には時間短縮となり、月 - 木曜と同じ時間となった。
番組はわずか1年で終了。これにより『どんまい!!スポーツ&ワイド』以来、12年半に渡り独立していた深夜のスポーツニュース枠は最終版ニュース枠と統合され、新番組『NEWS ZERO』へと引き継がれる事となった。

## 放送時間
- 月曜 - 木曜 23:55 - 翌0:20（スポんちゅ）
- 金曜 23:59 - 翌0:25（大スポんちゅ）

2006年3月31日までの同番組は0:45まで、翌週4月7日の放送回から『サッカーアース』の開始により20分短縮した。
特番などの関係により放送時間が変更となることがあった。

## 出演者
蛯原、古閑以外は全員「スポーツMAX」から続投。
- 進行キャスター（日本テレビアナウンサー）

| 期間      | 期間      | 男性        | 男性     | 女性           | 女性       |
| 期間      | 期間      | 月 - 木曜日 | 金曜日   | 月・火・金曜日 | 水・木曜日 |
| --------- | --------- | ----------- | -------- | -------------- | ---------- |
| 2005.10.3 | 2006.3.31 | 蛯原哲      | （不在） | 阿部哲子       | 杉上佐智枝 |
| 2006.4.3  | 2006.9.29 | 蛯原哲      | （不在） | 古閑陽子       | 杉上佐智枝 |

- コメンテーター
  - 北澤豪（月曜日）
  - 中畑清（火曜日）
  - 長嶋一茂（水曜日。「NEWS ZERO」水曜キャスターも続投）
  - 宮本和知（木曜日）
  - 掛布雅之（金曜日）
- 「大スポんちゅ」出演者
  - 上重聡（サブキャスター。日本テレビアナウンサー）
- ナレーター
  - 伊津野亮

## テーマソング

### 番組テーマソング
『ガーデン オブ MY ハート』/HIGH and MIGHTY COLOR

## コーナーについて
スポんちゅファイル
スポーツ界の注目人物に密着した特集。不定期に放送。
MOTERスポんちゅ
以前、「大MAX」で展開されていたコーナーで、「スポんちゅ」になってからは金曜の放送時間短縮により月曜日に移動した。従来どおりインディカーレースなどのモータースポーツの魅力を紹介する。HONDAの一社提供にかかわらず、8月5日から1か月間期間限定で、土日の「スポーツうるぐす」でも、HONDA「ストリーム」のCMソングでもあるORANGE RANGE「UN ROCK STAR」が聞けた。
NFLコーナー
月曜日のコーナー。NFL通のスポーツ選手が毎週NFLの試合を1試合取り上げ、コメントする。当初は音羽山親方（元大関・貴ノ浪）が出演する「もろ差しNFL」としてスタートし、その後に出演者は週替わりとなる（仁志敏久も出演）。
掛布刑事
金曜版「大スポんちゅ」のコーナーで「大MAX」からの継続。従来通り、掛布の試合解説に対してターゲットとなった選手がその解説を評価する。2005年10月14日にはヤクルトスワローズの青木宣親が生出演し、取り調べ室風のセットで掛布が青木に関する解説を本人の目の前で展開した。
プロ野球女性人気向上計画
金曜版「大スポんちゅ」のコーナーで「大MAX」からの継続。上重アナがメイン（当初は中居正広がメインを務めていた）を務めるコーナーで、プロ野球の女子高生人気を高めるため、練習見学や試合観戦などさまざまな企画を執り行う。

## スタッフ
- 構成：乙川恒樹、ユカダイ
- TD：加賀屋博史
- SW：荻野高康
- カメラ：三井隆裕
- 音声：藤岡絵里子
- 調整：矢田部昭
- 照明：佐藤隆
- 美術：磯村英俊、小林俊輔
- 音効：高崎正広、大石幹夫
- 広報：村上淳一、上村哲也
- TK：大岡伸江
- デスク：平柳晴淑、斉藤裕
- ディレクター：藤本直樹、吉村真人、生田目瑞穂、岡本雄樹、長縄亮、望月浩平、谷口圭路、石井博、小坂拡平、望月崇史、福田真司、福沢英之、中村富美
- チーフディレクター：木村拓也、萬屋智成
- プロデューサー：岡田謙吾、伊東修
- 演出：岩崎泰治
- チーフプロデューサー：黒岩直樹